# 置賜町
置賜町（おきたまちょう）は、福島県福島市の町名。丁番を持たない単独町名である。郵便番号は960-8034。

## 地理
市の本庁所管にあたる中央東地域に属し、福島駅東口駅前北側の繁華街に位置する。東西は市道新町宮下町線から福島県道3号福島飯坂線にかけての約450m、南北は並木通り、または吾妻通り・文化通りから中央通りにかけての約100～200mのT字型の範囲を町域とする。北西で陣場町、北東で万世町、東で新町、南東で大町、南で本町、南西から西にかけて栄町と隣接する。上町に所在する福島警察署及び天神町に所在する福島消防署のそれぞれ管轄にあたる。町域内は県内を代表する歓楽街の一角を担っており、多くの雑居ビルが林立し飲食店が軒を連ねる。町域中央部を南北に国道13号信夫通りが縦断し、吾妻通りと交差する十字路は町名より置賜町交差点と名付けられている。

## 歴史
1897年に字名変更が行われ、旧福島町時代の置賜通一・二丁目、北裡、陣馬裏のそれぞれ一部と曾根田村の一部にあたる地域を再編して成立した。山形県置賜地方へ続く米沢街道の木戸口であったことが町名の由来であり、現在の置賜町交差点北西側のさんかく広場に当たる。1964年に住居表示が施工された。

## 世帯数と人口
2021年（令和3年）2月28日現在の世帯数と人口は以下の通りである。
| 町丁   | 世帯数 | 人口  |
| ------ | ------ | ----- |
| 置賜町 | 74世帯 | 115人 |

## 小・中学校の学区
市立小・中学校に通う場合、学区は以下の通りとなる。
| 番地 | 小学校                 | 中学校                 |
| ---- | ---------------------- | ---------------------- |
| 全域 | 福島市立福島第一小学校 | 福島市立福島第一中学校 |

## 交通

### 鉄道
- 町域内に現在鉄道施設はない。最寄り駅はJR東北本線福島駅。

### 道路
- 国道13号（信夫通り）
- 福島県道3号福島飯坂線
- 福島市道栄町豊田町線（中央通り）
- 福島市道栄町上町線（吾妻通り・文化通り）
- 福島市道栄町舟場町線（並木通り）

### バス

#### 置賜町バス停
国道13号沿いに設置されている。
福島交通1番ポール
- イオン福島店
- 信夫山循環１３号線先回り
- 福島北警察署経由五月乙女団地

福島交通2番ポール
- 福島駅東口
- 福島駅東口経由大原綜合病院

#### さんかく広場前バス停
吾妻通り沿いのさんかく広場に面した場所に下り方向のみ設置されている。
福島交通0番ポール
- ヘルシーランド・東浜町経由福島赤十字病院
- 東浜町経由福島赤十字病院

## 施設
- 福島市市民ギャラリー
- 置賜町郵便局
- みずほ銀行福島支店
- 北日本銀行福島支店
- 東北電力福島支店